# 劉袤
劉袤（1464年—？），字廷延，江西吉安府永新縣人，民籍，明朝政治人物。

## 生平
江西鄉試第十八名舉人。弘治六年（1493年）中式癸丑科會試第一百九十七名，三甲第一百八十名進士。

## 家族
曾祖劉晏成，贈右都御史；祖父劉道麟，贈右都御史；父劉敷，都察院右都御史致仕。母周氏（贈夫人）；生母彭氏。具庆下。兄劉廷命（百户）。